# Rally Dakar 2013

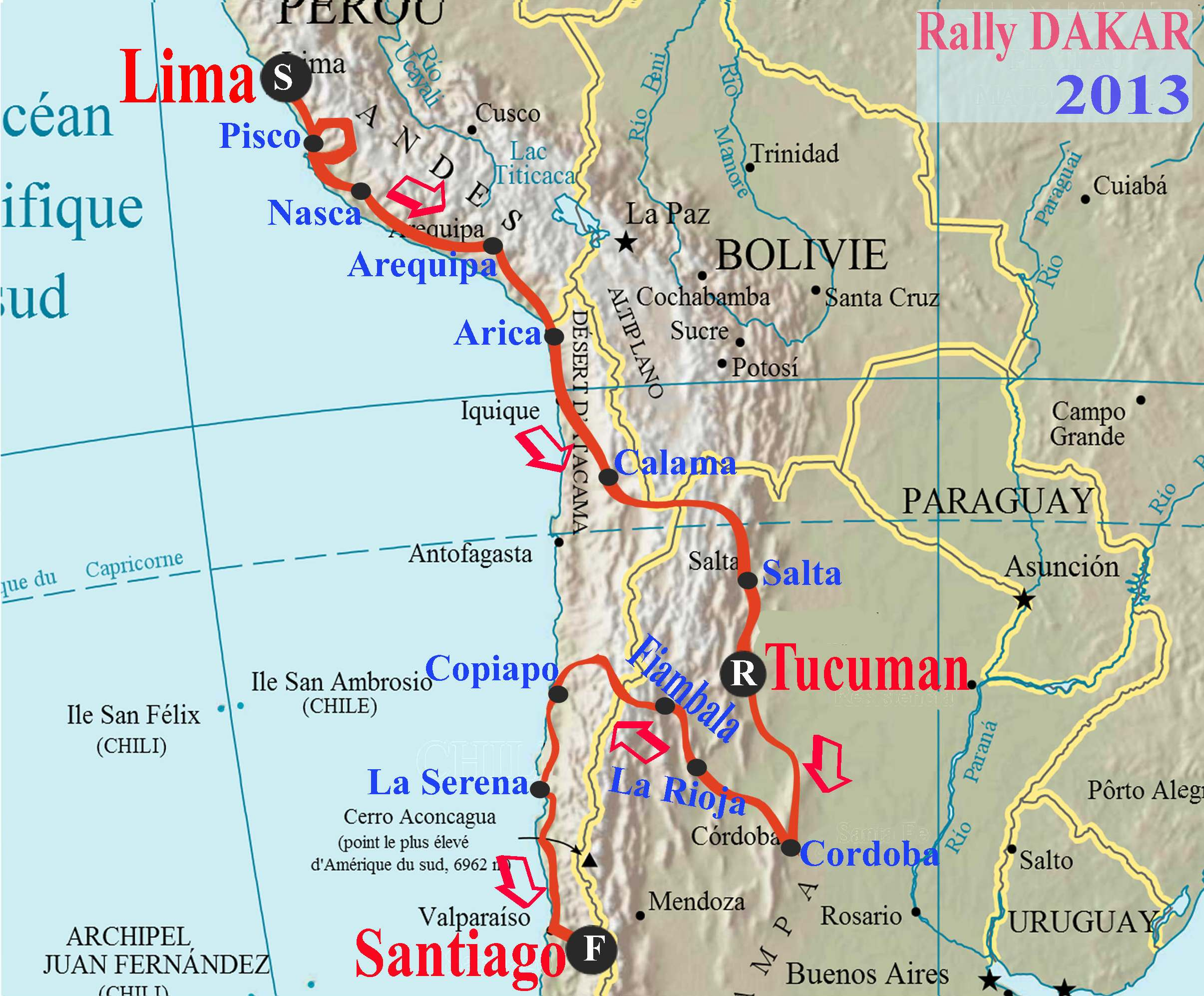
Mappa della Dakar 2013

Il Rally Dakar 2013 è stata la 34ª edizione del Rally Dakar (partenza da Lima ed arrivo a Santiago del Cile), la 5ª consecutiva disputata in Sudamerica.

## Cronaca
Il francese Stéphane Peterhansel alla caccia della sua 11ª vittoria, deve fare i conti quest'anno con la medaglia di bronzo olimpica nel tiro a Londra 2012, il qatariota Nasser Al-Attiyah, a sua volta già vincitore del rally-raid in precedenza, ma il ritiro di quest'ultimo spiana la strada al transalpino.
Nei Camion dopo aver vinto 6 delle prime 7 tappe ed essere ampiamente al comando della classifica generale, l'olandese Gérard de Rooy su Iveco, dopo 10 minuti dal via della 9ª tappa incappa in un grave problema meccanico. Nonostante sia giunto in suo soccorso il compagno di squadra Miki Biasion, perde oltre un'ora e precipita in classifica al 4º posto a 59:56 dal leader. La vittoria nella categoria va al russo Eduard Nikolaev, al suo primo successo nella corsa, su Kamaz.
Assente il rivale di sempre Marc Coma, la vittoria va al francese Cyril Despres su KTM, giunto al suo quinto successo. Nei quad secondo successo, invece, per l'argentino Marcos Patronelli su Yamaha, che raggiunge così il fratello Alejandro a quota due successi.

## Tappe
Nelle 14 giornate del rally raid sono previste 14 tappe, con 14 prove speciali per un totale di oltre 8.000 km.
| #  | Data       | Partenza                                 | Arrivo                                   | Moto                                     | Auto                                     | Camion                                   | Quad                                     |
| -- | ---------- | ---------------------------------------- | ---------------------------------------- | ---------------------------------------- | ---------------------------------------- | ---------------------------------------- | ---------------------------------------- |
| 1  | 5 gennaio  | Lima                                     | Pisco                                    | Francisco López Contardo                 | Carlos Sainz                             | Gérard de Rooy                           | Ignacio Flores Seminario                 |
| 2  | 6 gennaio  | Pisco                                    | Pisco                                    | Joan Barreda Bort                        | Stéphane Peterhansel                     | Gérard de Rooy                           | Marcos Patronelli                        |
| 3  | 7 gennaio  | Pisco                                    | Nazca                                    | Francisco López Contardo                 | Nasser Al-Attiyah                        | Gérard de Rooy                           | Marcos Patronelli                        |
| 4  | 8 gennaio  | Nazca                                    | Arequipa                                 | Joan Barreda Bort                        | Nasser Al-Attiyah                        | Gérard de Rooy                           | Marcos Patronelli                        |
| 5  | 9 gennaio  | Arequipa                                 | Arica                                    | David Casteu                             | Nani Roma                                | Hans Stacey                              | Marcos Patronelli                        |
| 6  | 10 gennaio | Arica                                    | Calama                                   | Francisco López Contardo                 | Nasser Al-Attiyah                        | Gérard de Rooy                           | Ignacio Nicolás Casale                   |
| 7  | 11 gennaio | Calama                                   | Salta                                    | Kurt Caselli                             | Stéphane Peterhansel                     | Gérard de Rooy                           | Sebastián Palma                          |
| 8  | 12 gennaio | Salta                                    | San Miguel de Tucumán                    | Joan Barreda Bort                        | Guerlain Chicherit                       | tappa cancellata                         | Sarel Van Biljon                         |
|    | 13 gennaio | Giorno di riposo a San Miguel de Tucumán | Giorno di riposo a San Miguel de Tucumán | Giorno di riposo a San Miguel de Tucumán | Giorno di riposo a San Miguel de Tucumán | Giorno di riposo a San Miguel de Tucumán | Giorno di riposo a San Miguel de Tucumán |
| 9  | 14 gennaio | San Miguel de Tucumán                    | Córdoba                                  | Cyril Despres                            | Nani Roma                                | Aleš Loprais                             | Łukasz Łaskawiec                         |
| 10 | 15 gennaio | Córdoba                                  | La Rioja                                 | Joan Barreda Bort                        | Orlando Terranova                        | Andrey Karginov                          | Łukasz Łaskawiec                         |
| 11 | 16 gennaio | La Rioja                                 | Fiambalá                                 | Kurt Caselli                             | Robby Gordon                             | Gérard de Rooy                           | Paul Smith                               |
| 12 | 17 gennaio | Fiambalá                                 | Copiapó                                  | Frans Verhoeven                          | Nani Roma                                | Andrey Karginov                          | Sebastian Husseini                       |
| 13 | 18 gennaio | Copiapó                                  | La Serena                                | Francisco López Contardo                 | Robby Gordon                             | Andrey Karginov                          | Sarel van Biljon                         |
| 14 | 19 gennaio | La Serena                                | Santiago del Cile                        | Ruben Faria                              | Nani Roma                                | Peter Versluis                           | Sarel Van Biljon                         |

### Risultati

#### Moto
|       | Tappa | Tappa              | Tappa     | Tappa   | Tappa | Classifica generale | Classifica generale     | Classifica generale | Classifica generale | Classifica generale |
| Tappa | Pos.  | Pilota             | Team      | Tempo   | Gap   | Pos                 | Pilota                  | Team                | Tempo               | Gap                 |
| ----- | ----- | ------------------ | --------- | ------- | ----- | ------------------- | ----------------------- | ------------------- | ------------------- | ------------------- |
| 1     | 1     | Francisco López    | KTM       | 39:15   |       | 1                   | Francisco López         | KTM                 | 39:15               |                     |
| 1     | 2     | Frans Verhoeven    | Yamaha    | 39:20   | 0:05  | 2                   | Frans Verhoeven         | Yamaha              | 39:20               | 0:05                |
| 1     | 3     | Pablo Quintanilla  | Honda     | 39:40   | 0:25  | 3                   | Pablo Quintanilla       | Honda               | 39:40               | 0:25                |
| 2     | 1     | Joan Barreda Bort  | Husqvarna | 2:42:31 |       | 1                   | Joan Barreda Bort       | Husqvarna           | 3:24:11             |                     |
| 2     | 2     | Juan Pedrero       | KTM       | 2:45:47 | 3:16  | 2                   | Ruben Faria             | KTM                 | 3:29:47             | 5:36                |
| 2     | 3     | Matt Fish          | Husqvarna | 2:48:24 | 5:53  | 3                   | Juan Pedrero            | KTM                 | 3:30:47             | 6:36                |
| 3     | 1     | Francisco López    | KTM       | 2:37:54 |       | 1                   | Cyril Despres           | KTM                 | 6:15:03             |                     |
| 3     | 2     | Paulo Gonçalves    | Husqvarna | 2:39:02 | 1:08  | 2                   | Francisco López         | KTM                 | 6:17:54             | 2:51                |
| 3     | 3     | Cyril Despres      | KTM       | 2:42:02 | 4:08  | 3                   | Pål Anders Ullevålseter | KTM                 | 6:20:02             | 4:59                |
| 4     | 1     | Joan Barreda Bort  | Husqvarna | 3:41:09 |       | 1                   | Olivier Pain            | Yamaha              | 10:10:38            |                     |
| 4     | 2     | Olivier Pain       | Yamaha    | 3:49:32 | 8:23  | 2                   | David Casteu            | Yamaha              | 10:13:02            | 2:24                |
| 4     | 3     | David Casteu       | Yamaha    | 3:51:51 | 10:42 | 3                   | Cyril Despres           | KTM                 | 10:13:47            | 3:09                |
| 5     | 1     | David Casteu       | Yamaha    | 1:39:42 |       | 1                   | Olivier Pain            | Yamaha              | 11:51:29            |                     |
| 5     | 2     | Olivier Pain       | Yamaha    | 1:40:51 | 1:09  | 2                   | David Casteu            | Yamaha              | 11:52:44            | 1:15                |
| 5     | 3     | Juan Pedrero       | KTM       | 1:42:40 | 2:58  | 3                   | Cyril Despres           | KTM                 | 11:57:36            | 6:07                |
| 6     | 1     | Francisco López    | KTM       | 3:36:21 |       | 1                   | Olivier Pain            | Yamaha              | 15:35:23            |                     |
| 6     | 2     | Ruben Faria        | KTM       | 3:38:55 | 2:34  | 2                   | Cyril Despres           | KTM                 | 15:37:45            | 2:22                |
| 6     | 3     | Cyril Despres      | KTM       | 3:40:09 | 3:48  | 3                   | David Casteu            | Yamaha              | 15:40:11            | 4:48                |
| 7     | 1     | Kurt Caselli       | KTM       | 1:51:31 |       | 1                   | Olivier Pain            | Yamaha              | 17:28:17            |                     |
| 7     | 2     | Francisco López    | KTM       | 1:52:54 | 1:23  | 2                   | Francisco López         | KTM                 | 17:34:23            | 6:06                |
| 7     | 3     | Olivier Pain       | Yamaha    | 1:52:54 | 1:23  | 3                   | David Casteu            | Yamaha              | 17:34:54            | 6:37                |
| 8     | 1     | Joan Barreda Bort  | Husqvarna | 2:07:26 |       | 1                   | David Casteu            | Yamaha              | 19:56:33            |                     |
| 8     | 2     | Johnny Campbell    | Honda     | 2:14:40 | 7:04  | 2                   | Cyril Despres           | KTM                 | 20:05:59            | 9:26                |
| 8     | 3     | Ivan Jakes         | KTM       | 2:15:23 | 7:57  | 3                   | Ruben Faria             | KTM                 | 17:34:54            | 11:16               |
| 9     | 1     | Cyril Despres      | KTM       | 5:41:36 |       | 1                   | Ruben Faria             | KTM                 | 25:57:12            |                     |
| 9     | 2     | Joan Barreda Bort  | Husqvarna | 5:45:39 | 5:03  | 2                   | Cyril Despres           | KTM                 | 26:02:35            | 5:23                |
| 9     | 3     | Alessandro Botturi | Husqvarna | 5:46:50 | 5:14  | 3                   | Francisco López         | KTM                 | 26:06:15            | 9:03                |
| 10    | 1     | Joan Barreda Bort  | Husqvarna | 4:43:14 |       | 1                   | Cyril Despres           | KTM                 | 30:47:04            |                     |
| 10    | 2     | Cyril Despres      | KTM       | 4:44:29 | 1:15  | 2                   | Ruben Faria             | KTM                 | 30:48:41            | 1:37                |
| 10    | 3     | Paulo Gonçalves    | Husqvarna | 4:45:58 | 2:44  | 3                   | Francisco López         | KTM                 | 31:00:45            | 13:41               |
| 11    | 1     | Kurt Caselli       | KTM       | 2:55:01 |       | 1                   | Cyril Despres           | KTM                 | 33:48:29            |                     |
| 11    | 2     | Paulo Gonçalves    | Husqvarna | 2:59:46 | 4:45  | 2                   | Ruben Faria             | KTM                 | 34:01:45            | 13:16               |
| 11    | 3     | Cyril Despres      | KTM       | 3:01:25 | 6:24  | 3                   | Francisco López         | KTM                 | 34:06:37            | 18:08               |
| 12    | 1     | Frans Verhoeven    | Yamaha    | 3:49:15 |       | 1                   | Cyril Despres           | KTM                 | 37:46:59            |                     |
| 12    | 2     | Ruben Faria        | KTM       | 3:50:53 | 1:38  | 2                   | Ruben Faria             | KTM                 | 37:52:38            | 5:39                |
| 12    | 3     | Joan Barreda Bort  | Husqvarna | 3:52:16 | 3:01  | 3                   | Francisco López         | KTM                 | 38:00:39            | 13:40               |
| 13    | 1     | Francisco López    | KTM       | 3:44:54 |       | 1                   | Cyril Despres           | KTM                 | 41:37:18            |                     |
| 13    | 2     | Cyril Despres      | KTM       | 3:50:19 | 5:25  | 2                   | Francisco López         | KTM                 | 41:45:33            | 8:15                |
| 13    | 3     | Paulo Gonçalves    | Husqvarna | 3:50:23 | 5:29  | 3                   | Ruben Faria             | KTM                 | 41:51:59            | 14:41               |
| 14    | 1     | Ruben Faria        | KTM       | 1:43:06 |       | 1                   | Cyril Despres           | KTM                 | 43:24:22            |                     |
| 14    | 2     | Joan Barreda Bort  | Husqvarna | 1:43:14 | 0:08  | 2                   | Ruben Faria             | KTM                 | 43:35:05            | 10:43               |
| 14    | 3     | Hélder Rodrigues   | Honda     | 1:43:30 | 0:24  | 3                   | Francisco López         | KTM                 | 43:43:10            | 18:48               |

#### Auto
|       | Tappa | Tappa                                  | Tappa           | Tappa   | Tappa | Classifica generale | Classifica generale                    | Classifica generale | Classifica generale | Classifica generale |
| Tappa | Pos.  | Pilota                                 | Team            | Tempo   | Gap   | Pos                 | Pilota                                 | Team                | Tempo               | Gap                 |
| ----- | ----- | -------------------------------------- | --------------- | ------- | ----- | ------------------- | -------------------------------------- | ------------------- | ------------------- | ------------------- |
| 1     | 1     | Carlos Sainz Timo Gottschalk           | Demon Jefferies | 23:00   |       | 1                   | Carlos Sainz Timo Gottschalk           | Demon Jefferies     | 23:00               |                     |
| 1     | 2     | Lucio Alvarez Bernardo Graue           | Toyota          | 23:24   | 0:24  | 2                   | Lucio Alvarez Bernardo Graue           | Toyota              | 23:24               | 0:24                |
| 1     | 3     | Guerlain Chicherit Jean-Pierre Garcin  | SMG             | 23:30   | 0:30  | 3                   | Guerlain Chicherit Jean-Pierre Garcin  | SMG                 | 23:30               | 0:30                |
| 2     | 1     | Stéphane Peterhansel Jean-Paul Cottret | Mini            | 2:35:38 |       | 1                   | Stéphane Peterhansel Jean-Paul Cottret | Mini                | 3:00:20             |                     |
| 2     | 2     | Giniel de Villiers Dirk von Zitzewitz  | Toyota          | 2:38:13 | 2:35  | 2                   | Giniel de Villiers Dirk von Zitzewitz  | Toyota              | 3:02:58             | 2:38                |
| 2     | 3     | Ronan Chabot Gilles Pillot             | SMG             | 2:40:30 | 4:52  | 3                   | Ronan Chabot Gilles Pillot             | SMG                 | 3:04:06             | 3:46                |
| 3     | 1     | Nasser Al-Attiyah Lucas Cruz           | Demon Jefferies | 2:30:14 |       | 1                   | Stéphane Peterhansel Jean-Paul Cottret | Mini                | 5:34:26             |                     |
| 3     | 2     | Robby Gordon Kellon Walch              | Hummer          | 2:31:32 | 1:18  | 2                   | Nasser Al-Attiyah Lucas Cruz           | Demon Jefferies     | 5:40:59             | 6:33                |
| 3     | 3     | Stéphane Peterhansel Jean-Paul Cottret | Mini            | 2:34:06 | 3:52  | 3                   | Lucio Alvarez Bernardo Graue           | Toyota              | 5:52:37             | 18:11               |
| 4     | 1     | Nasser Al-Attiyah Lucas Cruz           | Demon Jefferies | 3:28:46 |       | 1                   | Stéphane Peterhansel Jean-Paul Cottret | Mini                | 9:04:29             |                     |
| 4     | 2     | Guerlain Chicherit Jean-Pierre Garcin  | SMG             | 3:29:22 | 0:36  | 2                   | Nasser Al-Attiyah Lucas Cruz           | Demon Jefferies     | 9:09:45             | 5:16                |
| 4     | 3     | Stéphane Peterhansel Jean-Paul Cottret | Mini            | 3:30:03 | 1:17  | 3                   | Giniel de Villiers Dirk von Zitzewitz  | Toyota              | 9:37:51             | 33:22               |
| 5     | 1     | Nani Roma Michel Périn                 | Mini            | 1:49:40 |       | 1                   | Stéphane Peterhansel Jean-Paul Cottret | Mini                | 10:55:32            |                     |
| 5     | 2     | Stéphane Peterhansel Jean-Paul Cottret | Mini            | 1:51:03 | 1:23  | 2                   | Nasser Al-Attiyah Lucas Cruz           | Demon Jefferies     | 11:05:26            | 9:54                |
| 5     | 3     | Robby Gordon Kellon Walch              | Hummer          | 1:51:21 | 1:41  | 3                   | Giniel de Villiers Dirk von Zitzewitz  | Toyota              | 11:29:22            | 33:50               |
| 6     | 1     | Nasser Al-Attiyah Lucas Cruz           | Demon Jefferies | 3:32:08 |       | 1                   | Stéphane Peterhansel Jean-Paul Cottret | Mini                | 14:36:16            |                     |
| 6     | 2     | Stéphane Peterhansel Jean-Paul Cottret | Mini            | 3:40:44 | 8:36  | 2                   | Nasser Al-Attiyah Lucas Cruz           | Demon Jefferies     | 14:37:34            | 1:18                |
| 6     | 3     | Robby Gordon Kellon Walch              | Hummer          | 3:46:00 | 13:52 | 3                   | Giniel de Villiers Dirk von Zitzewitz  | Toyota              | 15:18:47            | 42:31               |
| 7     | 1     | Stéphane Peterhansel Jean-Paul Cottret | Mini            | 1:47:27 |       | 1                   | Stéphane Peterhansel Jean-Paul Cottret | Mini                | 16:23:43            |                     |
| 7     | 2     | Guerlain Chicherit Jean-Pierre Garcin  | SMG             | 1:48:39 | 0:39  | 2                   | Nasser Al-Attiyah Lucas Cruz           | Demon Jefferies     | 16:26:14            | 3:14                |
| 7     | 3     | Robby Gordon Kellon Walch              | Hummer          | 1:48:35 | 1:08  | 3                   | Giniel de Villiers Dirk von Zitzewitz  | Toyota              | 17:07:46            | 44:03               |
| 8     | 1     | Guerlain Chicherit Jean-Pierre Garcin  | SMG             | 1:55:06 |       | 1                   | Stéphane Peterhansel Jean-Paul Cottret | Mini                | 18:31:04            |                     |
| 8     | 2     | Orlando Terranova Paulo Fiuza          | BMW             | 1:59:08 | 4:02  | 2                   | Guerlain Chicherit Jean-Pierre Garcin  | SMG                 | 19:35:54            | 1:04:50             |
| 8     | 3     | Robby Gordon Kellon Walch              | Hummer          | 2:00:23 | 5:17  | 3                   | Nani Roma Michel Périn                 | Mini                | 20:12:59            | 1:41:55             |
| 9     | 1     | Nani Roma Michel Périn                 | Mini            | 5:36:28 |       | 1                   | Stéphane Peterhansel Jean-Paul Cottret | Mini                | 24:11:43            |                     |
| 9     | 2     | Stéphane Peterhansel Jean-Paul Cottret | Mini            | 5:40:39 | 4:11  | 2                   | Giniel de Villiers Dirk von Zitzewit   | Toyota              | 25:01:14            | 49:31               |
| 9     | 3     | Orlando Terranova Paulo Fiuza          | BMW             | 5:43:22 | 6:54  | 3                   | Leonid Novickij Konstantin Žilcov      | Mini                | 25:07:46            | 56:03               |
| 10    | 1     | Orlando Terranova Paulo Fiuza          | BMW             | 3:57:58 |       | 1                   | Stéphane Peterhansel Jean-Paul Cottret | Mini                | 28:12:00            |                     |
| 10    | 2     | Nani Roma Michel Périn                 | Mini            | 4:00:05 | 2:07  | 2                   | Giniel de Villiers Dirk von Zitzewitz  | Toyota              | 29:04:38            | 52:38               |
| 10    | 3     | Stéphane Peterhansel Jean-Paul Cottret | Mini            | 4:00:17 | 2:19  | 3                   | Leonid Novickij Konstantin Žilcov      | Mini                | 29:20:40            | 1:08:40             |
| 11    | 1     | Robby Gordon Kellon Walch              | Hummer          | 50:51   |       | 1                   | Stéphane Peterhansel Jean-Paul Cottret | Mini                | 29:07:25            |                     |
| 11    | 2     | Ronan Chabot Gilles Pillot             | SMG             | 51:29   | 0:38  | 2                   | Giniel de Villiers Dirk von Zitzewitz  | Toyota              | 29:59:24            | 51:59               |
| 11    | 3     | Lucio Alvarez Bernardo Graue           | Toyota          | 52:38   | 1:47  | 3                   | Leonid Novickij Konstantin Žilcov      | Mini                | 30:34:05            | 1:26:40             |
| 12    | 1     | Nani Roma Michel Périn                 | Mini            | 3:36:34 |       | 1                   | Stéphane Peterhansel Jean-Paul Cottret | Mini                | 32:50:02            |                     |
| 12    | 2     | Robby Gordon Kellon Walch              | Hummer          | 3:40:52 | 4:18  | 2                   | Giniel de Villiers Dirk von Zitzewitz  | Toyota              | 33:40:23            | 50:21               |
| 12    | 3     | Giniel de Villiers Dirk von Zitzewitz  | Toyota          | 3:40:59 | 4:25  | 3                   | Nani Roma Michel Périn                 | Mini                | 34:21:08            | 1:31:06             |
| 13    | 1     | Robby Gordon Kellon Walch              | Hummer          | 3:40:53 |       | 1                   | Stéphane Peterhansel Jean-Paul Cottret | Mini                | 36:44:46            |                     |
| 13    | 2     | Guerlain Chicherit Jean-Pierre Garcin  | SMG             | 3:41:15 | 0:22  | 2                   | Giniel de Villiers Dirk von Zitzewitz  | Toyota              | 37:29:24            | 44:38               |
| 13    | 3     | Orlando Terranova Paulo Fiuza          | BMW             | 3:45:34 | 4:41  | 3                   | Leonid Novickij Konstantin Žilcov      | Mini                | 38:14:17            | 1:29:31             |
| 14    | 1     | Nani Roma Michel Périn                 | Mini            | 1:44:10 |       | 1                   | Stéphane Peterhansel Jean-Paul Cottret | Mini                | 38:32:39            |                     |
| 14    | 2     | Orlando Terranova Paulo Fiuza          | BMW             | 1:44:23 | 0:13  | 2                   | Giniel de Villiers Dirk von Zitzewitz  | Toyota              | 39:15:01            | 42:22               |
| 14    | 3     | Lucio Alvarez Bernardo Graue           | Toyota          | 1:44:41 | 0:31  | 3                   | Leonid Novickij Konstantin Žilcov      | Mini                | 40:01:01            | 1:28:22             |

#### Camion
|       | Tappa            | Tappa                                                     | Tappa            | Tappa            | Tappa            | Classifica generale | Classifica generale                              | Classifica generale | Classifica generale | Classifica generale |
| Tappa | Pos.             | Pilota                                                    | Team             | Tempo            | Gap              | Pos                 | Pilota                                           | Team                | Tempo               | Gap                 |
| ----- | ---------------- | --------------------------------------------------------- | ---------------- | ---------------- | ---------------- | ------------------- | ------------------------------------------------ | ------------------- | ------------------- | ------------------- |
| 1     | 1                | Gérard de Rooy Tom Colsoul Dariusz Rodewald               | Iveco            | 26:18            |                  | 1                   | Gérard de Rooy Tom Colsoul Dariusz Rodewald      | Iveco               | 26:18               |                     |
| 1     | 2                | Hans Stacey Detlef Ruf Bernard der Kinderen               | Iveco            | 27:06            | 0:48             | 2                   | Hans Stacey Detlef Ruf Bernard der Kinderen      | Iveco               | 27:06               | 0:48                |
| 1     | 3                | Aleš Loprais Serge Bruynkens Radim Pustějovský            | Tatra            | 27:33            | 1:15             | 3                   | Aleš Loprais Serge Bruynkens Radim Pustějovský   | Tatra               | 27:33               | 1:15                |
| 2     | 1                | Gérard de Rooy Tom Colsoul Dariusz Rodewald               | Iveco            | 3:00:59          |                  | 1                   | Gérard de Rooy Tom Colsoul Dariusz Rodewald      | Iveco               | 3:27:17             |                     |
| 2     | 2                | Aleš Loprais Serge Bruynkens Radim Pustějovský            | Tatra            | 3:02:00          | 1:01             | 2                   | Aleš Loprais Serge Bruynkens Radim Pustějovský   | Tatra               | 3:29:33             | 2:16                |
| 2     | 3                | Miki Biasion Humberto Fiori Michel Huisman                | Iveco            | 3:08:51          | 7:52             | 3                   | Miki Biasion Humberto Fiori Michel Huisman       | Iveco               | 3:38:12             | 10:55               |
| 3     | 1                | Gérard de Rooy Tom Colsoul Dariusz Rodewald               | Iveco            | 2:55:58          |                  | 1                   | Gérard de Rooy Tom Colsoul Dariusz Rodewald      | Iveco               | 6:23:15             |                     |
| 3     | 2                | Eduard Nikolaev Sergey Savostin Vladimir Rybakov          | Kamaz            | 2:57:22          | 1:24             | 2                   | Aleš Loprais Serge Bruynkens Radim Pustějovský   | Tatra               | 6:30:14             | 6:59                |
| 3     | 3                | Miki Biasion Humberto Fiori Michel Huisman                | Iveco            | 2:58:29          | 2:31             | 3                   | Miki Biasion Humberto Fiori Michel Huisman       | Iveco               | 6:36:41             | 13:26               |
| 4     | 1                | Ayrat Mardeev Aydar Belyaev Anton Mirniy                  | Kamaz            | 4:04:59          |                  | 1                   | Aleš Loprais Serge Bruynkens Radim Pustějovský   | Tatra               | 10:53:41            |                     |
| 4     | 2                | Andrey Karginov Igor Devyatkin Andrey Mokeev              | Kamaz            | 4:08:32          | 3:33             | 2                   | Gérard de Rooy Tom Colsoul Dariusz Rodewald      | Iveco               | 10:54:37            | 0:56                |
| 4     | 3                | Hans Stacey Detlef Ruf Bernard der Kinderen               | Iveco            | 4:11:21          | 6:22             | 3                   | Eduard Nikolaev Sergey Savostin Vladimir Rybakov | Kamaz               | 11:00:49            | 7:08                |
| 5     | 1                | Hans Stacey Detlef Ruf Bernard der Kinderen               | Iveco            | 2:07:34          |                  | 1                   | Gérard de Rooy Tom Colsoul Dariusz Rodewald      | Iveco               | 13:04:43            |                     |
| 5     | 2                | Eduard Nikolaev Sergey Savostin Vladimir Rybakov          | Kamaz            | 2:09:27          | 1:53             | 2                   | Eduard Nikolaev Sergey Savostin Vladimir Rybakov | Kamaz               | 13:10:16            | 5:33                |
| 5     | 3                | Gérard de Rooy Tom Colsoul Dariusz Rodewald               | Iveco            | 2:10:06          | 2:32             | 3                   | Ayrat Mardeev Aydar Belyaev Anton Mirniy         | Kamaz               | 13:21:49            | 17:06               |
| 6     | 1                | Gérard de Rooy Tom Colsoul Dariusz Rodewald               | Iveco            | 4:19:02          |                  | 1                   | Gérard de Rooy Tom Colsoul Dariusz Rodewald      | Iveco               | 17:23:45            |                     |
| 6     | 2                | Andrey Karginov Igor Devyatkin Andrey Mokeev              | Kamaz            | 4:19:36          | 0:34             | 2                   | Eduard Nikolaev Sergey Savostin Vladimir Rybakov | Kamaz               | 17:42:25            | 18:40               |
| 6     | 3                | Peter Versluis Harry Schuurmans Jurgen Damen              | MAN              | 4:19:37          | 0:35             | 3                   | Ayrat Mardeev Aydar Belyaev Anton Mirniy         | Kamaz               | 17:54:17            | 30:22               |
| 7     | 1                | Gérard de Rooy Tom Colsoul Dariusz Rodewald               | Iveco            | 2:02:21          |                  | 1                   | Gérard de Rooy Tom Colsoul Dariusz Rodewald      | Iveco               | 19:26:06            |                     |
| 7     | 2                | Aleš Loprais Serge Bruynkens                              | Tatra            | 2:03:30          | 1:09             | 2                   | Eduard Nikolaev Sergey Savostin Vladimir Rybakov | Kamaz               | 19:48:14            | 22:08               |
| 7     | 3                | Andrey Karginov Igor Devyatkin Andrey Mokeev              | Kamaz            | 2:03:59          | 1:38             | 3                   | Martin Kolomy Rene Kilian David Kilian           | Tatra               | 20:07:31            | 41:25               |
| 8     | tappa cancellata | tappa cancellata                                          | tappa cancellata | tappa cancellata | tappa cancellata | tappa cancellata    | tappa cancellata                                 | tappa cancellata    | tappa cancellata    | tappa cancellata    |
| 9     | 1                | Aleš Loprais Serge Bruynkens Radim Pustějovský            | Tatra            | 3:18:32          |                  | 1                   | Eduard Nikolaev Sergey Savostin Vladimir Rybakov | Kamaz               | 23:10:20            |                     |
| 9     | 2                | Peter Versluis Harry Schuurmans Jurgen Damen              | MAN              | 3:18:39          | 0:07             | 2                   | Martin Kolomy René Kilian David Kilian           | Tatra               | 23:28:16            | 17:56               |
| 9     | 3                | Andrey Karginov Igor Devyatkin Andrey Mokeev              | Kamaz            | 3:20:08          | 1:36             | 3                   | Ayrat Mardeev Aydar Belyaev Anton Mirniy         | Kamaz               | 23:43:52            | 33:32               |
| 10    | 1                | Andrey Karginov Igor Devyatkin Andrey Mokeev              | Kamaz            | 4:44:08          |                  | 1                   | Eduard Nikolaev Sergey Savostin Vladimir Rybakov | Kamaz               | 27:59:31            |                     |
| 10    | 2                | Peter van den Bosch Patrick Bouw Wouter Rosegaar          | DAF              | 4:47:47          | 3:39             | 2                   | Martin Kolomy René Kilian David Kilian           | Tatra               | 28:31:54            | 32:23               |
| 10    | 3                | Martin van den Brink Peter Willemsen Arjan Veenvliet      | GINAF            | 4:48:20          | 4:12             | 3                   | Ayrat Mardeev Aydar Belyaev Anton Mirniy         | Kamaz               | 28:33:41            | 34:10               |
| 11    | 1                | Gérard de Rooy Tom Colsoul Dariusz Rodewald               | Iveco            | 54:47            |                  | 1                   | Eduard Nikolaev Sergey Savostin Vladimir Rybakov | Kamaz               | 28:56:24            |                     |
| 11    | 2                | Aleš Loprais Serge Bruynkens Radim Pustějovský            | Tatra            | 55:43            | 0:56             | 2                   | Ayrat Mardeev Aydar Belyaev Anton Mirniy         | Kamaz               | 29:31:35            | 35:11               |
| 11    | 3                | Eduard Nikolaev Sergey Savostin Vladimir Rybakov          | Kamaz            | 56:53            | 2:06             | 3                   | Martin Kolomy René Kilian David Kilian           | Tatra               | 29:45:19            | 48:55               |
| 12    | 1                | Andrey Karginov Igor Devyatkin Andrey Mokeev              | Kamaz            | 4:09:44          |                  | 1                   | Eduard Nikolaev Sergey Savostin Vladimir Rybakov | Kamaz               | 33:12:35            |                     |
| 12    | 2                | Ayrat Mardeev Aydar Belyaev Anton Mirniy                  | Kamaz            | 4:12:20          | 2:36             | 2                   | Ayrat Mardeev Aydar Belyaev Anton Mirniy         | Kamaz               | 33:43:55            | 31:20               |
| 12    | 3                | Gérard de Rooy Tom Colsoul Dariusz Rodewald               | Iveco            | 4:12:33          | 2:49             | 3                   | Andrey Karginov Igor Devyatkin Andrey Mokeev     | Kamaz               | 34:03:01            | 50:26               |
| 13    | 1                | Andrey Karginov Igor Devyatkin Andrey Mokeev              | Kamaz            | 4:06:30          |                  | 1                   | Eduard Nikolaev Sergey Savostin Vladimir Rybakov | Kamaz               | 37:33:07            |                     |
| 13    | 2                | Gérard de Rooy Tom Colsoul Dariusz Rodewald               | Iveco            | 4:09:18          | 2:48             | 2                   | Andrey Karginov Igor Devyatkin Andrey Mokeev     | Kamaz               | 38:09:31            | 36:24               |
| 13    | 3                | Aleš Loprais Serge Bruynkens Radim Pustějovský            | Tatra            | 4:14:34          | 8:04             | 3                   | Ayrat Mardeev Aydar Belyaev Anton Mirniy         | Kamaz               | 38:13:34            | 40:27               |
| 14    | 1                | Peter Versluis Harry Schuurmans Jurgen DamenAndrey Mokeev | MAN              | 2:02:40          |                  | 1                   | Eduard Nikolaev Sergey Savostin Vladimir Rybakov | Kamaz               | 39:41:43            |                     |
| 14    | 2                | Gérard de Rooy Tom Colsoul Dariusz Rodewald               | Iveco            | 2:04:44          | 2:04             | 2                   | Ayrat Mardeev Aydar Belyaev Anton Mirniy         | Kamaz               | 40:18:53            | 37:10               |
| 14    | 3                | Miki Biasion Humberto Fiori Michel Huisman                | Iveco            | 2:04:57          | 2:17             | 3                   | Andrey Karginov Igor Devyatkin Andrey Mokeev     | Kamaz               | 40:19:40            | 37:57               |

#### Quad
|       | Tappa | Tappa              | Tappa  | Tappa   | Tappa | Classifica generale | Classifica generale | Classifica generale | Classifica generale | Classifica generale |
| Tappa | Pos.  | Pilota             | Team   | Tempo   | Gap   | Pos                 | Pilota              | Team                | Tempo               | Gap                 |
| ----- | ----- | ------------------ | ------ | ------- | ----- | ------------------- | ------------------- | ------------------- | ------------------- | ------------------- |
| 1     | 1     | Ignacio Seminario  | Yamaha | 46:50   |       | 1                   | Ignacio Seminario   | Yamaha              | 46:50               |                     |
| 1     | 2     | Sebastian Husseini | Honda  | 47:45   | 0:55  | 2                   | Sebastian Husseini  | Honda               | 47:45               | 0:55                |
| 1     | 3     | Marcos Patronelli  | Yamaha | 48:05   | 1:15  | 3                   | Marcos Patronelli   | Yamaha              | 48:05               | 1:15                |
| 2     | 1     | Marcos Patronelli  | Yamaha | 3:02:40 |       | 1                   | Marcos Patronelli   | Yamaha              | 3:50:45             |                     |
| 2     | 2     | Sebastian Husseini | Honda  | 3:03:46 | 1:06  | 2                   | Sebastian Husseini  | Honda               | 3:51:31             | 0:46                |
| 2     | 3     | Ignacio Casale     | Yamaha | 3:11:34 | 8:54  | 3                   | Ignacio Casale      | Yamaha              | 4:00:04             | 9:19                |
| 3     | 1     | Marcos Patronelli  | Yamaha | 3:04:55 |       | 1                   | Marcos Patronelli   | Yamaha              | 6:55:40             |                     |
| 3     | 2     | Sebastian Husseini | Honda  | 3:08:27 | 3:32  | 2                   | Sebastian Husseini  | Honda               | 6:59:58             | 4:18                |
| 3     | 3     | Rafał Sonik        | Yamaha | 3:20:39 | 15:44 | 3                   | Ignacio Casale      | Yamaha              | 7:25:18             | 29:38               |
| 4     | 1     | Marcos Patronelli  | Yamaha | 4:25:46 |       | 1                   | Marcos Patronelli   | Yamaha              | 11:21:26            |                     |
| 4     | 2     | Sebastian Husseini | Honda  | 4:35:34 | 9:48  | 2                   | Sebastian Husseini  | Honda               | 11:35:32            | 14:06               |
| 4     | 3     | Łukasz Łaskawiec   | Yamaha | 4:41:31 | 15:45 | 3                   | Rafał Sonik         | Yamaha              | 12:21:43            | 1:00:17             |
| 5     | 1     | Marcos Patronelli  | Yamaha | 1:59:30 |       | 1                   | Marcos Patronelli   | Yamaha              | 13:20:56            |                     |
| 5     | 2     | Łukasz Łaskawiec   | Yamaha | 2:02:30 | 3:00  | 2                   | Ignacio Casale      | Yamaha              | 14:39:28            | 1:18:32             |
| 5     | 3     | Ignacio Casale     | Yamaha | 2:13:44 | 14:14 | 3                   | Łukasz Łaskawiec    | Yamaha              | 14:41:41            | 1:20:45             |
| 6     | 1     | Ignacio Casale     | Yamaha | 4:15:21 |       | 1                   | Marcos Patronelli   | Yamaha              | 17:42:53            |                     |
| 6     | 2     | Marcos Patronelli  | Yamaha | 4:21:57 | 6:36  | 2                   | Ignacio Casale      | Yamaha              | 18:54:49            | 1:11:56             |
| 6     | 3     | Sarel van Biljon   | E-ATV  | 4:25:51 | 10:30 | 3                   | Rafał Sonik         | Yamaha              | 19:30:53            | 1:48:00             |
| 7     | 1     | Sebastián Palma    | Can-Am | 2:25:06 |       | 1                   | Marcos Patronelli   | Yamaha              | 20:08:33            |                     |
| 7     | 2     | Marcos Patronelli  | Yamaha | 2:25:40 | 0:34  | 2                   | Ignacio Casale      | Yamaha              | 21:23:03            | 1:14:30             |
| 7     | 3     | Sarel van Biljon   | E-ATV  | 2:25:44 | 0:38  | 3                   | Rafał Sonik         | Yamaha              | 21:59:19            | 1:50:46             |
| 8     | 1     | Sarel van Biljon   | E-ATV  | 2:28:13 |       | 1                   | Marcos Patronelli   | Yamaha              | 22:38:35            |                     |
| 8     | 2     | Marcos Patronelli  | Yamaha | 2:30:02 | 1:49  | 2                   | Ignacio Casale      | Yamaha              | 24:02:30            | 1:23:55             |
| 8     | 3     | Sebastián Palma    | Can-Am | 2:30:49 | 2:36  | 3                   | Sarel van Biljon    | E-ATV               | 24:39:04            | 2:00:29             |
| 9     | 1     | Łukasz Łaskawiec   | Yamaha | 6:26:39 |       | 1                   | Marcos Patronelli   | Yamaha              | 29:06:19            |                     |
| 9     | 2     | Marcos Patronelli  | Yamaha | 6:27:44 | 1:05  | 2                   | Ignacio Casale      | Yamaha              | 30:08:47            | 1:32:28             |
| 9     | 3     | Sebastien Husseini | Honda  | 2:30:49 | 2:36  | 3                   | Rafał Sonik         | Yamaha              | 31:15:03            | 2:08:44             |
| 10    | 1     | Łukasz Łaskawiec   | Yamaha | 5:19:12 |       | 1                   | Marcos Patronelli   | Yamaha              | 34:31:47            |                     |
| 10    | 2     | Ignacio Casale     | Yamaha | 5:20:47 | 1:35  | 2                   | Ignacio Casale      | Yamaha              | 35:59:34            | 1:27:47             |
| 10    | 3     | Rafał Sonik        | Yamaha | 5:22:35 | 3:23  | 3                   | Rafał Sonik         | Yamaha              | 36:37:38            | 2:05:51             |
| 11    | 1     | Paul Smith         | Honda  | 3:46:04 |       | 1                   | Marcos Patronelli   | Yamaha              | 38:23:33            |                     |
| 11    | 2     | Gastón González    | Yamaha | 3:50:22 | 4:18  | 2                   | Ignacio Casale      | Yamaha              | 40:13:55            | 1:50:22             |
| 11    | 3     | Marcos Patronelli  | Yamaha | 3:51:46 | 5:42  | 3                   | Rafał Sonik         | Yamaha              | 41:10:32            | 2:46:59             |
| 12    | 1     | Sebastian Husseini | Honda  | 4:36:54 |       | 1                   | Marcos Patronelli   | Yamaha              | 43:01:35            |                     |
| 12    | 2     | Marcos Patronelli  | Yamaha | 4:38:02 | 1:08  | 2                   | Ignacio Casale      | Yamaha              | 44:54:10            | 1:52:35             |
| 12    | 3     | Ignacio Casale     | Yamaha | 4:40:15 | 3:21  | 3                   | Rafał Sonik         | Yamaha              | 46:05:55            | 3:04:20             |
| 13    | 1     | Sarel van Biljon   | E-ATV  | 4:42:45 |       | 1                   | Marcos Patronelli   | Yamaha              | 47:47:19            |                     |
| 13    | 2     | Sebastian Husseini | Honda  | 4:43:26 | 0:41  | 2                   | Ignacio Casale      | Yamaha              | 49:37:43            | 1:50:24             |
| 13    | 3     | Ignacio Casale     | Yamaha | 4:43:33 | 0:48  | 3                   | Rafał Sonik         | Yamaha              | 51:02:02            | 3:14:43             |
| 13    | 1     | Sarel van Biljon   | E-ATV  | 1:54:05 |       | 1                   | Marcos Patronelli   | Yamaha              | 49:42:42            |                     |
| 13    | 2     | Sebastian Husseini | Honda  | 1:54:42 | 0:37  | 2                   | Ignacio Casale      | Yamaha              | 51:33:17            | 1:50:35             |
| 13    | 3     | Marcos Patronelli  | Yamaha | 1:55:23 | 1:18  | 3                   | Rafał Sonik         | Yamaha              | 52:59:31            | 3:16:49             |

## Classifiche finali

### Moto
| Pos | Pilota           | Mezzo     | Tempo    | Gap      |
| --- | ---------------- | --------- | -------- | -------- |
| 1   | Cyril Despres    | KTM       | 43:24:22 |          |
| 2   | Ruben Faria      | KTM       | 43:35:05 | 10:43    |
| 3   | Francisco López  | KTM       | 43:43:10 | 18:48    |
| 4   | Ivan Jakes       | KTM       | 43:48:16 | 23:54    |
| 5   | Juan Pedrero     | KTM       | 44:19:51 | 55:29    |
| 6   | Olivier Pain     | Yamaha    | 44:30:52 | 1:06:30  |
| 7   | Hélder Rodrigues | Honda     | 44:35:44 | 1:11:22  |
| 8   | Javier Pizzolito | Honda     | 44:50:29 | 1:26:07  |
| 9   | Frans Verhoeven  | Yamaha    | 44:50:57 | 1:26:35  |
| 10  | Paulo Gonçalves  | Husqvarna | 44:52:42 | 01:28:20 |

### Auto
| Pos | Pilota               | Navigatore         | Mezzo          | Tempo    | Gap     |
| --- | -------------------- | ------------------ | -------------- | -------- | ------- |
| 1   | Stéphane Peterhansel | Jean-Paul Cottret  | Mini           | 38:32:39 |         |
| 2   | Giniel de Villiers   | Dirk von Zitzewitz | Toyota         | 39:15:01 | 42:22   |
| 3   | Leonid Novickij      | Konstantin Žilcov  | Mini           | 40:01:01 | 1:28:22 |
| 4   | Nani Roma            | Michel Périn       | Mini           | 40:09:22 | 1:36:43 |
| 5   | Orlando Terranova    | Paulo Fiuza        | BMW            | 40:21:49 | 1:49:10 |
| 6   | Carlos Sousa         | Miguel Ramalho     | Great Wall     | 41:10:55 | 2:38:16 |
| 7   | Ronan Chabot         | Gilles Pillot      | SMG            | 41:50:44 | 3:18:05 |
| 8   | Guerlain Chicherit   | Jean-Pierre Garcin | SMG            | 42:00:23 | 3:27:44 |
| 9   | Pascal Thomasse      | Pascal Larroque    | Buggy MD Rally | 43:08:11 | 4:35:32 |
| 10  | Lucio Alvarez        | Bernardo Graue     | Toyota         | 43:18:27 | 4:45:48 |

### Camion
| Pos | Pilota              | Navigatore       | Meccanico         | Mezzo | Tempo    | Gap     |
| --- | ------------------- | ---------------- | ----------------- | ----- | -------- | ------- |
| 1   | Eduard Nikolaev     | Sergey Savostin  | Vladimir Rybakov  | Kamaz | 39:41:43 |         |
| 2   | Ayrat Mardeev       | Aydar Belyaev    | Anton Mirniy      | Kamaz | 40:18:53 | 37:10   |
| 3   | Andrey Karginov     | Igor Devyatkin   | Andrey Mokeev     | Kamaz | 40:19:40 | 37:57   |
| 4   | Gérard de Rooy      | Tom Colsoul      | Dariusz Rodewald  | Iveco | 40:22:59 | 41:16   |
| 5   | Martin Kolomy       | Rene Kilian      | David Kilian      | Tatra | 40:43:30 | 1:01:47 |
| 6   | Aleš Loprais        | Serge Bruynkens  | Radim Pustějovský | Tatra | 40:57:53 | 1:16:10 |
| 7   | Peter Versluis      | Harry Schuurmans | Jurgen Damen      | MAN   | 42:13:52 | 2:32:09 |
| 8   | Marcel van Vliet    | Artur Klein      | Marcel Pronk      | MAN   | 43:03:56 | 3:22:13 |
| 9   | René Kuipers        | Peter van Eerd   | Moi Torrallardona | Iveco | 43:35:33 | 3:53:50 |
| 10  | Peter van den Bosch | Patrick Bouw     | Wouter Rosegaar   | DAF   | 44:05:35 | 4:23:52 |

### Quad
| Pos | Pilota               | Mezzo  | Tempo    | Gap     |
| --- | -------------------- | ------ | -------- | ------- |
| 1   | Marcos Patronelli    | Yamaha | 49:42:42 |         |
| 2   | Ignacio Casale       | Yamaha | 51:33:17 | 1:50:35 |
| 3   | Rafał Sonik          | Yamaha | 52:59:31 | 3:16:49 |
| 4   | Lucas Bonetto        | Honda  | 53:22:52 | 3:40:10 |
| 5   | Sebastián Palma      | Can-Am | 54:18:39 | 4:35:57 |
| 6   | Sebastian Husseini   | Honda  | 55:22:45 | 5:40:03 |
| 7   | Paul Smith           | Honda  | 55:28:51 | 5:46:09 |
| 8   | Ignacio Seminario    | Yamaha | 55:52:09 | 6:09:27 |
| 9   | Claudio Clavigliasso | Can-Am | 56:02:23 | 6:19:41 |
| 10  | Luciano Gagliardi    | Yamaha | 56:12:18 | 6:29:36 |